# Lista de prefeitos de Bacabal
Esta é a lista de prefeitos do município de Bacabal, estado brasileiro do Maranhão.
| Nº                                                    | Nome                                                                   | Imagem                              | Partido                                          | Início do mandato        | Fim do mandato                                                       | Observações                                                        |
| Primeira República (1889–1930)                        |                                                                        |                                     |                                                  |                          |                                                                      |                                                                    |
| 1                                                     | Jorge José de Mendonça                                                 |                                     | Partido Republicano Maranhense PRM               | 17 de abril de 1920      | 31 de dezembro de 1924                                               | Eleito em sufrágio universal                                       |
| 2                                                     | Manuel Guimarães                                                       |                                     | Partido Republicano Maranhense PRM               | 1.º de janeiro de 1925   | 7 de setembro de 1928                                                | Eleito em sufrágio universal                                       |
| 3                                                     | Jorge José de Mendonça                                                 |                                     | Partido Republicano Maranhense PRM               | 8 de setembro de 1928    | 9 de outubro de 1930                                                 | Eleito em sufrágio universal                                       |
| Segunda e Terceira República — Era Vargas (1930–1945) |                                                                        |                                     |                                                  |                          |                                                                      |                                                                    |
| 4                                                     | Raimundo Teles de Menezes                                              |                                     | Partido Republicano Maranhense PRM               | 10 de outubro de 1930    | 12 de fevereiro de 1931                                              | Eleito em sufrágio universal                                       |
| 5                                                     | Odorico Miranda Leal                                                   |                                     | Partido Republicano Maranhense PRM               | 13 de fevereiro de 1931  | 21 de setembro de 1931                                               | Interino                                                           |
| 6                                                     | Pedro José de Sousa                                                    |                                     | Partido Republicano Maranhense PRM               | 30 de setembro de 1931   | 14 de novembro de 1933                                               | Eleito em sufrágio universal                                       |
| 7                                                     | Joaquim Ribeiro                                                        |                                     | Partido Social Democrático PSD                   | 15 de novembro de 1933   | 2 de fevereiro de 1935                                               | Eleito para terminar o exercício                                   |
| 8                                                     | Manoel Campos Sousa                                                    |                                     | Partido Social Democrático PSD                   | 3 de fevereiro de 1935   | 28 de dezembro de 1935                                               | Eleito em sufrágio universal                                       |
| 9                                                     | Ranulfo Fernandes                                                      |                                     | Partido Social Democrático PSD                   | 29 de dezembro de 1935   | 31 de janeiro de 1936                                                | Nomeado                                                            |
| 10                                                    | José Maria Sousa                                                       |                                     | Partido Social Democrático PSD                   | 1.º de fevereiro de 1936 | 31 de janeiro de 1938                                                | Eleito em sufrágio universal                                       |
| 11                                                    | Ranulfo Fernandes                                                      |                                     | União Republicana Maranhense URM                 | 1.º de fevereiro de 1938 | 8 de outubro de 1938                                                 | Nomeado                                                            |
| 12                                                    | Vicente Medeiros                                                       |                                     | União Republicana Maranhense URM                 | 9 de outubro de 1938     | 2 de abril de 1939                                                   | Nomeado                                                            |
| —                                                     | Raimundo Marques                                                       |                                     | União Republicana Maranhense URM                 | 3 de abril de 1939       | 11 de agosto de 1939                                                 | Nomeado interinamente                                              |
| 13                                                    | Belarmino Freire                                                       |                                     | União Republicana Maranhense URM                 | 12 de agosto de 1939     | 3 de janeiro de 1940                                                 | Nomeado                                                            |
| 14                                                    | Lauro Oliveira                                                         |                                     | Partido Progressista PP                          | 4 de janeiro de 1940     | 16 de fevereiro de 1941                                              | Nomeado                                                            |
| 15                                                    | Raimundo Ascenço Costa Ferreira                                        |                                     | Partido Progressista PP                          | 17 de fevereiro de 1941  | 7 de novembro de 1943                                                | Eleito em sufrágio universal                                       |
| —                                                     | Raimundo Santos                                                        |                                     | Partido Republicano Progressista PRP             | 8 de novembro de 1943    | 30 de dezembro de 1943                                               | Nomeado interinamente                                              |
| 16                                                    | Francisco das Chagas Araújo                                            |                                     | Partido Social Democrático PSD                   | 31 de dezembro de 1943   | 2 de dezembro de 1944                                                | Nomeado                                                            |
| 17                                                    | Euzébio Martins Trinta                                                 |                                     | Partido Social Democrático PSD                   | 3 de dezembro de 1944    | 16 de setembro de 1945                                               | Eleito em sufrágio universal                                       |
| Quarta República (1945–1964)                          |                                                                        |                                     |                                                  |                          |                                                                      |                                                                    |
| 18                                                    | Lino Feitosa                                                           |                                     | Partido Social Progressista PSP                  | 17 de setembro de 1945   | 8 de março de 1946                                                   | Nomeado                                                            |
| 19                                                    | Joaquim Paulo Gonçalves                                                |                                     | Partido Proletário do Brasil PPB                 | 9 de março de 1946       | 17 de junho de 1946                                                  | Nomeado                                                            |
| 20                                                    | Aristarco Martins                                                      |                                     | Partido Proletário do Brasil PPB                 | 18 de junho de 1946      | 24 de janeiro de 1947                                                | Nomeado                                                            |
| 21                                                    | Alceu Pedreiras Martins                                                |                                     | Partido Democrata Cristão PDC                    | 25 de janeiro de 1947    | 15 de dezembro de 1947                                               | Nomeado                                                            |
| 22                                                    | Mariano José Couto                                                     |                                     | União Democrática Nacional UDN                   | 16 de dezembro de 1947   | 4 de janeiro de 1948                                                 | Nomeado                                                            |
| 23                                                    | José Everton de Abreu                                                  |                                     | Partido Social Democrático PSD                   | 5 de janeiro de 1948     | 9 de fevereiro de 1950                                               | Eleito em sufrágio universal                                       |
| —                                                     | Raimundo Trindade Vale                                                 |                                     | Partido Social Democrático PSD                   | 10 de fevereiro de 1950  | 30 de janeiro de 1951                                                | Interino                                                           |
| 24                                                    | Frederico Leda                                                         |                                     | Partido Social Trabalhista PST                   | 31 de janeiro de 1951    | 14 de março de 1955                                                  | Eleito em sufrágio universal                                       |
| —                                                     | João Gomes Vidal                                                       |                                     | Partido Social Democrático PSD                   | 15 de março de 1955      | 30 de janeiro de 1956                                                | Presidente da Câmara em exercício                                  |
| 25                                                    | Antônio Pereira da Silva Neto                                          |                                     | Partido Social Democrático PSD                   | 31 de janeiro de 1956    | 30 de janeiro de 1961                                                | Eleito em sufrágio universal                                       |
| 26                                                    | Benedito de Carvalho Lago                                              |                                     | Partido Social Trabalhista PST                   | 31 de janeiro de 1961    | 30 de janeiro de 1966                                                | Eleito em sufrágio universal                                       |
| Quinta República (1964–1985)                          |                                                                        |                                     |                                                  |                          |                                                                      |                                                                    |
| 27                                                    | Carlos Alberto Dias Sardinha                                           |                                     | Aliança Renovadora Nacional ARENA                | 31 de janeiro de 1966    | 2 de fevereiro de 1972                                               | Eleito em sufrágio universal                                       |
| 28                                                    | Manoel Quadros de Oliveira                                             |                                     | Aliança Renovadora Nacional ARENA                | 3 de fevereiro de 1972   | 30 de janeiro de 1973                                                | Interino                                                           |
| 29                                                    | Francisco Coelho Dias                                                  |                                     | Aliança Renovadora Nacional ARENA                | 31 de janeiro de 1973    | 31 de janeiro de 1977                                                | Eleito em sufrágio universal na eleição municipal de 1972          |
| 30                                                    | Juarez Alves de Almeida                                                |                                     | Aliança Renovadora Nacional ARENA                | 1.º de fevereiro de 1977 | 10 de maio de 1982                                                   | Eleito em sufrágio universal na eleição de 1976                    |
| 31                                                    | José de Sousa e Silva Filho                                            |                                     | Partido Democrático Social PDS                   | 11 de maio de 1982       | 31 de janeiro de 1983                                                | Vice-prefeito no cargo de titular                                  |
| Sexta República, ou Nova República (1985–presente)    |                                                                        |                                     |                                                  |                          |                                                                      |                                                                    |
| 32                                                    | Raimunda Ramos Loiola (1937–Fortaleza, 23.02.2003)                     |                                     | Partido Democrático Social PDS                   | 1.º de fevereiro de 1983 | 31 de dezembro de 1988                                               | Prefeita eleita em sufrágio universal na eleição municipal de 1982 |
| 33                                                    | João Alberto Souza ((São Vicente Ferrer, 01.10.1935–)                  |                                     | Partido da Frente Liberal PFL                    | 1.º de janeiro de 1989   | 1990                                                                 | Eleito em sufrágio universal na eleição de 1988                    |
| 34                                                    | Jurandir Ferro do Lago (1930–São Luís, 29.05.2020)                     |                                     | Partido da Frente Liberal PFL                    | 1990                     | 31 de dezembro de 1992                                               | Interino                                                           |
| 35                                                    | Jocimar Alves de Sousa (1946–Teresina, 25.09.2015)                     |                                     | Partido da Frente Liberal PFL                    | 1.º de janeiro de 1993   | 31 de dezembro de 1996                                               | Eleito em sufrágio universal na eleição de 1992                    |
| 36                                                    | José Vieira Lins, Zé Vieira (Sousa, 30.07.1934– São Paulo, 19.03.2019) |                                     | Partido Progressista Brasileiro PPB              | 1.º de janeiro de 1997   | 31 de dezembro de 2000                                               | Eleito em sufrágio universal na eleição municipal de 1996          |
| 36                                                    | José Vieira Lins, Zé Vieira (Sousa, 30.07.1934– São Paulo, 19.03.2019) | 1.º de janeiro de 2001              | Partido Progressista Brasileiro PPB              | 31 de dezembro de 2004   | Prefeito reeleito em sufrágio universal na eleição municipal de 2000 |                                                                    |
| 37                                                    | Raimundo Nonato Lisboa, Dr. Lisboa (Paulo Ramos, 29.05.1956–)          |                                     | Partido Progressista PP                          | 1.º de janeiro de 2005   | 31 de dezembro de 2008                                               | Eleito em sufrágio universal na eleição municipal de 2004          |
| 37                                                    | Raimundo Nonato Lisboa, Dr. Lisboa (Paulo Ramos, 29.05.1956–)          | Partido Democrático Trabalhista PDT | 1.º de janeiro de 2009                           | 31 de dezembro de 2012   | Prefeito reeleito em sufrágio universal na eleição municipal de 2008 |                                                                    |
| 38                                                    | José Alberto Oliveira Veloso (Bacabal, 11.12.1952–)                    |                                     | Partido do Movimento Democrático Brasileiro PMDB | 1.º de janeiro de 2013   | 31 de dezembro de 2016                                               | Eleito em sufrágio universal na eleição municipal de 2012.         |
| 39                                                    | José Vieira Lins (Sousa, 30.07.1934– São Paulo, 19.03.2019)            |                                     | Partido Progressista PP                          | 1.º de janeiro de 2017   | 20 de junho de 2018                                                  | Eleito em sufrágio universal na eleição municipal de 2016.         |
| 40                                                    | Edvan Brandão de Farias (Bacabal, 06.03.1972–)                         | Ex Prefeito de Bacabal              | Partido Social Cristão PSC                       | 28 de novembro de 2018   | 31 de dezembro de 2020                                               | Eleito em sufrágio suplementar em eleições de 28.10.2018           |
| 40                                                    | Edvan Brandão de Farias (Bacabal, 06.03.1972–)                         | Ex Prefeito de Bacabal              | Partido Democrático Trabalhista PDT              | 1.º de janeiro de 2021   | 31 de Dezembro de 2024                                               | Eleito em sufrágio universal na eleição municipal de 2020.         |
| 41                                                    | Roberto Costa (Recife, 18.03.1974–)                                    | Roberto Costa                       | Movimento Democrático Brasileiro MDB             | 01 de Janeiro de 2025    | Atual                                                                | Eleito em sufrágio universal na eleição municipal de 2024          |